# 神奈川県道513号鳥屋川尻線
神奈川県道513号鳥屋川尻線（かながわけんどう513ごう とやかわしりせん）は、相模原市緑区内の県道である。

## 概要
宮ヶ瀬湖に近い鳥屋（とや）から関、長竹を経て旧津久井町の中心地である中野で国道413号に一度合流。その後、再び分かれて津久井湖北岸の三井（みい）、中沢地区を通り城山で再び国道413号に合流する。鳥屋から関（国道412号交点）までの区間で一部狭隘区間がある。相模原市緑区三井644-1先から相模原市緑区中沢601先まで（三井バス停前から上中沢バス停前まで）は終日二輪車の通行が禁止されており、また、路線上にある三井大橋は重さ14t以上の車両、兵雲沢隧道は高さ3.8m以上の車両は通行できない。

### 路線データ
- 陸上距離：11.7km
- 起点：神奈川県相模原市緑区鳥屋（神奈川県道64号伊勢原津久井線）
- 終点：神奈川県相模原市緑区城山（国道413号）
- Google マップ

## 重複区間
- 国道412号（関交差点 - 長竹三差路交差点）
- 神奈川県道65号厚木愛川津久井線（津久井郵便局前の信号無交差点 - 信号交差点）
- 国道413号（日赤前交差点 - 太井交差点）

## 通過自治体
- 神奈川県
  - 相模原市（緑区）

## 地理
周辺の山
- 仙洞寺山（相模原市緑区）
- 城山（相模原市緑区）

周辺の川
- 串川
- 尻久保川
- 相模川
  - 三井大橋

周辺の湖
- 宮ヶ瀬湖（相模原市緑区・愛甲郡愛川町・同郡清川村）
- 津久井湖（相模原市緑区）
- 城山湖（相模原市緑区）

### 周辺の施設
- 峰の薬師

### 隧道・橋梁
- 三井大橋
- 岳雲沢隧道（全長31m）

## 通過する自治体
- 神奈川県
  - 相模原市（緑区）

## 主な接続路線
- 神奈川県道64号伊勢原津久井線（相模原市緑区、信号無交差点）
- 国道412号（相模原市緑区、関交差点・長竹三叉差路交差点）
- 神奈川県道65号厚木愛川津久井線（相模原市緑区、信号無交差点）
- 国道413号（相模原市緑区、日赤前交差点・太井交差点）